# Автоматизована система керування підприємством
Автоматизо́вана систе́ма керува́ння підприє́мством (АСКП) (рос. автоматизированная система управления предприятием (АСУП)) — інтегрована автоматизована система (АС), призначена для ефективного керування виробничо-господарчою діяльністю підприємства. Головна мета АСКП — автоматизація інформаційних процесів на підприємстві й удосконалення форми організації виконання цих процесів. В АСКП виділяють функціональні та забезпечувальні підсистеми. АСКП призначена для керування підприємством як автономно, так і в складі АСК виробничого об'єднання і (або) АСК фірми.

## Розробники АСК
- ПКТБ АСУЗТ здійснює розробки автоматизованих систем керування для залізничного транспорту України. За домовленістю виконуються розробки АСК для будь-яких цілей та замовників.